# Back from the Grave (collana di compilation)
Back from the Grave è una collana di compilation di brani di garage rock curata da Tim Warren e pubblicata dalla Crypt Records dal 1983 al 2014. Viene considerata una delle collane di garage rock più importanti e influenti. Anche se richiede un approccio molto più ristretto al genere, le tracce compilate sui suoi dieci volumi sono considerate di alta qualità. Altre collane simili hanno adottato un approccio simile alla compilazione di brani garage; ha influenzato lo sviluppo del garage punk successivo.

## Storia
Tim Warren nel 1983 lavorava come commesso in un negozio di dischi e riteneva che non esistessero compilation di brani garage rock che fossero di suo gusto. Grazie a una scatola di singoli a 45 giri si recò alla Biblioteca del Congresso di Washington per trovare i riferimenti per contattare le band. Dopo aver annotato tutti i nomi e gli indirizzi dei cantautori che riuscì a trovare, chiamò tutti i numeri di telefono corrispondenti a un determinato cognome finché non trovò quelli che cercava e, una volta contattata la persona giusta, gli chiese i diritti per pubblicare i lori brani in una compilation. Quasi tutte le band che compaiono nelle compilation erano adolescenti che vendevano i loro dischi ai balli delle scuole superiori e suonavano in locali della zona e che molto spesso interrompevano l'esperienza musicale una volta conclusa la scuola superiore.
La collana esordì nel 1983 e fino al 1996 vennero pubblicati otto album LP; i volumi 7 e 8 erano album doppi. Dal 1993 la collana venne ristampata in formato CD che, grazie alla maggior capacità contenitiva, permise di raccogliere i primi sette album in quattro dischi anche se con l'omissione di alcuni brani. I primi tre album vennero parzialmente ristampati in Back from the Grave Part One (Rockin' 1966 Punkers!) che, nella ristampa del 1996, venne rinominato "Back from the Grave Volume One (Raw 'n' Crude Mid-60s Garage Punk!); il secondo volume, Back from the Grave Part 2 (Garage Punkers), contiene invece brani provenienti dai volumi 3, 4 e 5 della serie originale. Nel 1994 venne pubblicato il terzo volume in CD, Back from the Grave Part Three (Crazed, Frantic, Mid-60's Garage Punkers! 100% Psychotic Reaction!) e nel 1995 il quarto, Back from the Grave Part Four (Raw Blastin' Mid 60s Punk).
Nel 2014 i primi sei album della collana vennero ristampati in una nuova serie di tre CD: Back from the Grave Volumes 1 & 2, Volumes 3 & 4 e Volumes 5 & 6.

## Elenco
Collana "Back from the Grave" in vinile
- 1983 - Back from the Grave
- 1983 - Back from the Grave Volume Two
- 1984 - Back from the Grave Volume Three
- 1984 - Back from the Grave Volume Four
- 1985 - Back from the Grave Volume 5
- 1985 - Back from the Grave Volume 6
- 1988 - Back from the Grave Volume 7
- 1996 - Back from the Grave Volume Eight
- 2014 - Back from the Grave Volume 9
- 2014 - Back from the Grave Volume 10

Collana di ristampe in CD
- 1993 - Back from the Grave Part One (Rockin' 1966 Punkers!): contiene parte dei brani già presenti nei primi tre volumi della collana principale.[5]
- 1993 - Back from the Grave Part 2 (Garage Punkers): contiene parte dei brani già presenti nei volumi 3, 4 e 5 della collana principale.[6]
- 1994 - Back from the Grave Part Three (Crazed, Frantic, Mid-60's Garage Punkers! 100% Psychotic Reaction!): contiene brani provenienti dai diversi volumi della collana principale.
- 1995 - Back from the Grave Part Four (Raw Blastin' Mid 60s Punk): contiene brani provenienti dai diversi volumi della collana principale.

Seconda collana di ristampe
Le tracce su ciascuno di questi CD, sebbene tutte presenti nella serie LP, non coincidevano con l'elenco delle tracce dei singoli LP corrispondenti. Solo il CD "Volume 8" coincide con l'elenco delle tracce sull'LP corrispondente, ma con diversi brani aggiuntivi.
- 1996 - Back from the Grave, Volume 1
- 1996 - Back from the Grave, Volume 2
- 1996 - Back from the Grave, Volume 3
- 1996 - Back from the Grave, Volume 4
- 1996 - Back from the Grave, Volume 8

Terza collana di ristampe
Ciascuno di questi CD contiene brani provenienti dalla collana originale in vinile.
- 2015 - Back from the Grave, Volumes 1 and 2
- 2015 - Back from the Grave, Volumes 3 and 4
- 2015 - Back from the Grave, Volumes 5 and 6
- 2015 - Back from the Grave, Volume 7
- 2015 - Back from the Grave, Volumes 9 & 10

## Stile dei brani
Diversamente da molte compilation di garage rock, questa si focalizza sul lato più rabbioso ed aggressivo del genere, escludendo quasi completamente il rock psichedelico e con pochi esempi di brani più pop o folk. Per questa scelta del curatore, gli album sono perlopiù domina da brani rumorosi, caratterizzati da chitarre dai toni fuzz, voci arrabbiate e con una chiara influenza di band come Rolling Stones, Yardbirds, i primi Kinks e i Pretty Things. I testi e l'espressività tendevano a focalizzarsi sulla rabbia, sulla lussuria e sulle "fidanzate traditrici", abbinando una musica spesso caotica. Secondo le note di copertina, le canzoni sono state registrate da gruppi americani tra il 1964 e il 1967.

## Copertine
Le copertine seguono il format di compilation precedenti come Nuggets e Pebbles, comprendendo anche una dettagliata raccolta di informazioni sulle band e sulle canzoni, come l'origine e la data di registrazione, oltre a note con aneddoti sugli artisti, sulle registrazioni e brevi biografie dei gruppi. La collana si distingue dalle altre due in quanto fu una delle prime a cercare direttamente dalle band questo genere di informazioni, a volte pagando anche royalties a gruppi inclusi nelle compilazioni. Le copertine presentano volutamente errori di ortografia e linguaggio slang con insulti ironici alla musica psichedelica, all'art rock e alla musica commerciale. Gli album includono anche fotografie dei gruppi, e le copertine presentano disegni ed illustrazioni elaborate da Mort Todd con zombi che emergono dalle tombe e "attaccano" varie manifestazioni del pop e del mondo venuto dopo la fine degli anni '60, come la disco music o MTV.